# エルヴァン・オンジェンダ
エルヴァン・オンジェンダ（フランス語: Hervin Ongenda、1995年6月24日 - ）は、フランス・パリ出身のサッカー選手。アポロン・リマソール所属。ポジションはフォワード。
AC Boulogne-Billancourtでプレーしているジョナサン・オンジェンダは実弟。

## 経歴
地元パリFCの下部組織でサッカー人生をスタートさせ、12歳の時にパリ・サンジェルマンFC (PSG) のアカデミーに入団。2013年のクープ・ドゥ・フランスのアラスFA戦でプロデビューを飾った。2013年8月03日のトロフェ・デ・シャンピオン、FCジロンダン・ボルドー戦、ハビエル・パストーレとの交代でピッチに投入されたオンジェンダは、プロ初ゴールを記録し、2-1でPSGをドロフェ・デ・シャンピオン優勝へ導いた。
2013年8月09日のモンペリエHSC戦でリーグアンデビューとなる2015年11月21日のリーグアンFCロリアン戦にて、2013年10月9日（バスティア戦）以来初の先発出場を果たし、自身初となるリーグアンでのゴールを記録した。
2014年の夏、オンジェンダはPSGで出場機会を得られず、SCバスティアに1年のローン移籍をした。当時のバスティアの監督はPSGでもプレイしていたクロード・マケレレ。しかし、新シーズンが始まり、11試合を終えたところでチームは2勝しかできず、降格圏にまで沈んだ。オンジェンダはマケレレのもとで3回しか先発出場できず、マケレレはその年の冬にチームを去った。監督交代後、オンジェンダは出場機会を得られず、思うような経験を得ることができなかった。
その後、PSGのリザーブチームでプレーするも、トップチームでスタメンを勝ち取ることができず、2016-17シーズン冬の移籍市場でオランダエールディヴィジ、当時リーグ16位のPECズヴォレに完全移籍し、2020年6月までの契約を結んだ。半シーズンでエールディヴィジの3試合に出場、Bチームでは3試合にフル出場し、ヴィレムII U-21相手に1ゴールを記録した。2017年夏、言語の壁などの適応不足が影響し結果を残せなかったことを理由に、ズウォレとの契約解消が発表された。
2018年1月、セグンダ・ディビシオンBのレアル・ムルシアCFに移籍した。最初の数ヶ月は怪我の治療に専念した。2018年5月6日の第38節アウェイ・ロルカ・デポルティーバ戦に招集され、後半7分途中出場で記念すべきスペインデビューを果たした。チームは2-0で勝利した。
2018年7月、ルーマニア1部リーグ、リーガ1のFCボトシャニに移籍した。2020年夏までの2年契約。2018年7月27日、2018-19シーズン第2節FC Hermannstadt戦でルーマニアデビュー。2018年8月10日、第4節のAFCアストラ・ジュルジュ戦では、ペナルティーボックスの外から美しいアウトサイドのハーフボレーでゴールを挙げ、ルーマニアで自身初となるゴールを記録した。
ルーマニアでの著しい活躍に欧州各国のクラブが注目を寄せる中、2020年１月、イタリアセリエBのACキエーヴォ・ヴェローナへの移籍が発表された。

## プレースタイル
主に4-3-3のウィング/トップ下としてプレーする。高く評価されている2013-14シーズンのバスティア戦では、4-2-3-1のトップ下としてプレイしている。地元パリFCの下部組織でサッカーを始め、12歳の時にPSGのアカデミーに入団。当時から攻撃のセンスは抜群で、2007年にスペインで行われた大会では25試合で18ゴールを挙げた。視野の広さやプレイのセンスが評価され、AMFでプレイする機会が増える。本来のポジションは右ウィングとされているが、ミッドフィルダーや左ウィングも熟すユーティリティプレイヤー。2015-16シーズン中にスタメン出場した4試合では内、3試合で4-3-3の左ウィングとして起用され、そのスタメン出場した4試合で1ゴール1アシストの活躍を見せた。リーグアン2013-14のバスティア戦ではイブラヒモビッチへ再三パスを供給するなどその能力を発揮した試合となった。また、バスティア戦で、FIFAプスカシュ賞にノミネートされたイブラヒモビッチのヒールでのゴールをアシストしたのもオンジェンダである。また、U-17歳以下の世界の強豪チームが集う大会、アルカス・インターナショナルカップ2012年大会には背番号10番として出場。準決勝では日本の鹿島アントラーズと対決し、オンジェンダは無回転FKを決め、チームの勝利に貢献。PSGは決勝でユヴェントスFCを破り、優勝した。

## エピソード
- 2015年8月31日ベルギーサッカー協会が、オンジェンダがベルギーのシャルルロワSCに移籍したと誤解させるツイートを投稿し、その後消去。サポーターの間で噂が広まり、ベルギーサッカーの公式サイトが噂に終止符を打つべく、”PSGのエルヴァン・オンジェンダがシャルルロワに移籍する予定はない。シャルルロワは同選手のローン移籍を望んでいたが交渉は失敗。“ との趣旨の公式声明を発表。シャルルロワは9月1日に公式ツイッターを通じて、オンジェンダの移籍に関する交渉が失敗に終わったことを明かした。
- 2016年2月19日、運転免許書の不携帯の状態で車を運転して、検挙される。その後釈放。
- ツイッター上ではサポーターへの対応が良いため、多くのファンを得ているが、過去の期待が大きかっただけにオンジェンダの現状に不満を抱くサポーターも多くいる。
- 好きなサッカー選手はブラジルのロナウド。過去にはプレイスタイルが似ていることからミニ・ロナウドと称されることがあった。
- 好きな映画はアイアンマン（2016年夏のUSAツアー中にクラブ公式動画で紹介）
- 好きなヒーローもアイアンマン
- 好きな悪役はジョーカー
- 2013年、イングランドの強豪であるマンチェスター・ユナイテッドFCとチェルシーFC、アーセナルFC、マンチェスター・シティFCが獲得を検討していると報道され、注目を浴びた。当時17歳でPSGとプロ契約を結ぶ前であった。
- ユース時代に１シーズンで２００ゴール以上を記録し、チームとしても個人としてもトロフィーを受賞したストーリーは今も語り継がれている。
- サッカー以外ではテニスを嗜む。好きなテニス選手はヤニック・ノア。

（※正しい発音はオンジェンダではなく、オンゲンダ。）

## パリ・サンジェルマンとの別れ
2016-17シーズン、新監督エメリの元、新たなスタートを切ろうとしたオンジェンダであったが、エメリの戦術にフィットすることなくCFAのリザーブチームでプレイすることが多くなった。そして2017年1月、"grand espoir du PSG"（PSGの希望の星）と言われてきたオンジェンダは12歳の時から共に歩んできたクラブを離れる覚悟を決めた。『今日でパリジャンとしての冒険が終わる。後悔もあるけど、人生というのはそういうものだ！2005年から今日までの間PSGで出会った全ての人に感謝をしたい。コーチや監督、チームメイト、そして特にサポーターの皆に心の底から感謝をしたい。本当にありがとう。』

## 個人成績
| 年度      | クラブ                 | リーグ                  | リーグ戦 | リーグ戦 | リーグ杯               | リーグ杯               | オープン杯               | 国際大会 | 国際大会 | その他 | その他 | 通算       | 通算       |
| 年度      | クラブ                 | リーグ                  | 出場     | 得点     | 出場                   | 得点                   | 出場                     | 得点     | 得点     | 出場   | 得点   | 出場       | 得点       |
| フランス  | フランス               | フランス                | リーグ戦 | リーグ戦 | クープ・ドゥ・フランス | クープ・ドゥ・フランス | クープ・ドゥ・ラ・リーグ | UEFA CL  | UEFA EL  | その他 | その他 | 期間通算   | 期間通算   |
| --------- | ---------------------- | ----------------------- | -------- | -------- | ---------------------- | ---------------------- | ------------------------ | -------- | -------- | ------ | ------ | ---------- | ---------- |
| 2012-13   | パリ・サンジェルマンFC | リーグ・アン            | -        | -        | 1                      | 0                      | -                        | -        | -        | -      | -      | 1          | 0          |
| 2013-14   | パリ・サンジェルマンFC | リーグ・アン            | 6        | 0        | 1                      | 0                      | -                        | -        | -        | 1      | 1      | 8          | 1          |
| 2014-15   | SCバスティア           | リーグ・アン            | 16       | 0        | 3                      | 0                      | -                        | -        | -        | -      | 0      | 19         | 0          |
| 2015-16   | パリ・サンジェルマンFC | リーグ・アン            | 2        | 1        | -                      | -                      | -                        | -        | -        | ２     | 0      | 4          | 1          |
| 2017-17.7 | PECズヴォレ            | エールディヴィジ        | 3        | 0        | -                      | -                      | -                        | -        | -        | -      | -      | 3          | 0          |
| 2018-18.7 | レアル・ムルシア       | セグンダ・ディビシオンB | 2        | 0        | -                      | -                      | -                        | -        | -        | -      | -      | 2          | 0          |
| 2018.07   | FCボトシャニ           | リーガ１                | 13       | 2        | -                      | -                      | -                        | -        | -        | -      | -      | 13         | 2          |
| 通算      | リーグ通算             | リーグ通算              | リーグ戦 | リーグ戦 | リーグ杯               | リーグ杯               | オープン杯               | UEFA CL  | UEFA EL  | その他 | その他 | リーグ通算 | リーグ通算 |
| 通算      | フランス               | リーグ・アン            | 24       | 1        | 5                      | 0                      | -                        | -        | -        | 4      |        | 23         | 2          |
| 通算      | オランダ               | エールディヴィジ        | 3        | 0        | -                      | -                      | -                        | -        | -        | -      | -      | 3          | 0          |
| 通算      | 総通算                 | 総通算                  | 42       | 3        | 5                      | 0                      | -                        | -        | -        | 3      | 1      | 50         | 4          |

## タイトル
パリ・サンジェルマンFC
- リーグ・アン 2013-14, 2015-16
- クープ・ドゥ・ラ・リーグ 2015-16
- クープ・ドゥ・フランス 2015-16
- トロフェ・デ・シャンピオン 2013, 2014, 2015, 2016